# Santa Cruz del Comercio
Santa Cruz del Comercio (o simplemente Santa Cruz) es una localidad y municipio español situado en la parte centro-norte de la comarca de Alhama, en la provincia de Granada, comunidad autónoma de Andalucía. Se trata de un enclave rodeado completamente por el municipio de Alhama de Granada. Otras localidades cercanas son Buenavista, Cacín y Moraleda de Zafayona. Por su término discurre el río Alhama.
El municipio santacruceño es una de las dieciséis entidades que componen el Poniente Granadino, y comprende los núcleos de población de Santa Cruz del Comercio —capital municipal— y Valenzuela, también llamado Seco de Lucena.

## Símbolos
El municipio de Santa Cruz del Comercio cuenta con un escudo y bandera propios, aunque no están oficializados conforme a la normativa autonómica.

### Escudo
El blasón que viene usando el municipio tiene la siguiente descripción:

Partido y medio cortado. Primero, de sinople (verde), cruz latina de oro (amarillo). Segundo, de azur (azul), castillo de oro, aclarado y mazonado de sable, sumado de una granada de oro, frutada de gules (rojo) y tallada de sinople. Tercero, de azur, pluma de plata (blanco) acolada de alas de fénix de lo mismo. Al timbre, corona real cerrada.

La cruz alude al nombre del municipio, la fortaleza y la granada, a su antigua pertenencia a Alhama de Granada; y las alas del ave fénix y la pluma simbolizan su reconstrucción tras el terremoto gracias a la labor del periodista granadino Francisco Seco de Lucena.

### Bandera
La enseña que viene usando el municipio tiene la siguiente descripción:

Bandera rectangular de proporciones 2:3 dividida horizontalmente en dos franjas, la superior azul y la inferior verde, con cruz llena amarilla de brazos de grosor 1/6 de la altura de la tela. Al centro el escudo municipal.

## Historia
La localidad se denominó "Santa Cruz de Alhama" hasta 1884, año en el que cambió el apellido por "del Comercio" en agradecimiento al gremio de los comerciantes de Madrid que financiaron parte de su reconstrucción tras el fatídico terremoto que asoló buena parte de la provincia de Granada, especialmente la comarca alhameña.
Santa Cruz del Comercio tiene intitulada una calle a Carlos Prast, presidente de la Cámara de Comercio de Madrid en el 1884 y presidente del Círculo de la Unión Mercantil y Industrial de Madrid al iniciarse la suscripción y al empezarse su reconstrucción.

## Geografía

### Situación
Integrado en la comarca de Alhama, se encuentra situado a 51 kilómetros de la capital provincial, a 128 de Jaén, a 203 de Almería y a 323 de Murcia. El término municipal está atravesado por la carretera A-402, que conecta la autovía A-92 en Moraleda de Zafayona con la A-356 en La Viñuela, próxima a Vélez-Málaga.
|                          | Norte: Alhama de Granada |                         |
| Oeste: Alhama de Granada |                          | Este: Alhama de Granada |
|                          | Sur: Alhama de Granada   |                         |

## Demografía
Santa Cruz del Comercio cuenta con una población de 515 habitantes (INE 2024).
| Gráfica de evolución demográfica de Santa Cruz del Comercio entre 1842 y 2021                                       |
| |
| Población de derecho según los censos de población del INE Población de hecho según los censos de población del INE |

Se distribuyen de la siguiente manera:
| Unidad poblacional      | Hab. |
| ----------------------- | ---- |
| Santa Cruz del Comercio | 446  |
| Valenzuela              | 37   |
| diseminado              | 47   |
| TOTAL                   | 530  |

## Economía

### Evolución de la deuda viva municipal
| Gráfica de evolución de la deuda viva del Ayuntamiento de Santa Cruz C. entre 2008 y 2022                                |
| |
| Deuda viva del Ayuntamiento de Santa Cruz C. en miles de euros según datos del Ministerio de Hacienda y Función Pública. |

## Administración y política
Los resultados en Santa Cruz del Comercio de las últimas elecciones municipales, celebradas en mayo de 2023, son:
| Elecciones Municipales - Santa Cruz del Comercio (2023) | Elecciones Municipales - Santa Cruz del Comercio (2023) | Elecciones Municipales - Santa Cruz del Comercio (2023) | Elecciones Municipales - Santa Cruz del Comercio (2023) | Elecciones Municipales - Santa Cruz del Comercio (2023) |
| Partido político                                        | Partido político                                        | Votos                                                   | Votos                                                   | Concejales                                              |
| ------------------------------------------------------- | ------------------------------------------------------- | ------------------------------------------------------- | ------------------------------------------------------- | ------------------------------------------------------- |
|                                                         | Partido Socialista Obrero Español (PSOE)                | 283                                                     | 88,43 %                                                 | 7                                                       |
|                                                         | Partido Popular (PP)                                    | 35                                                      | 10,93 %                                                 | 0                                                       |

### Alcaldes
| Legislatura | Nombre                       | Grupo |
| ----------- | ---------------------------- | ----- |
| 1979-1983   | José Gallego Ordóñez         | PSOE  |
| 1983-1987   | José María Redondo Montalbán | PSOE  |
| 1987-1991   | José María Redondo Montalbán | PSOE  |
| 1991-1995   | José María Redondo Montalbán | PSOE  |
| 1995-1999   | Ángeles Jiménez Martín       | PSOE  |
| 1999-2003   | Ángeles Jiménez Martín       | PSOE  |
| 2003-2007   | Ángeles Jiménez Martín       | PSOE  |
| 2007-2011   | Ángeles Jiménez Martín       | PSOE  |
| 2011-2015   | Ángeles Jiménez Martín       | PSOE  |
| 2015-2019   | Ángeles Jiménez Martín       | PSOE  |
| 2019-2023   | Ángeles Jiménez Martín       | PSOE  |
| 2023-act.   | Ángeles Jiménez Martín       | PSOE  |

## Comunicaciones

### Carreteras
Las principales vías de comunicación que transcurren por el municipio son:
| Identificador | Denominación                                             | Itinerario                        |
| ------------- | -------------------------------------------------------- | --------------------------------- |
| A-402         | De Moraleda de Zafayona a Viñuela                        | Moraleda de Zafayona - La Viñuela |
| A-402R2       | Ramal de acceso desde la A-402 a Santa Cruz del Comercio | A-402 - A-402                     |

Algunas distancias entre Santa Cruz del Comercio y otras ciudades:
| Ciudades          | Distancia (km) |
| ----------------- | -------------- |
| Alhama de Granada | 8              |
| Granada           | 51             |
| Jaén              | 128            |
| Almería           | 203            |
| Murcia            | 323            |

## Servicios públicos

### Sanidad
El municipio cuenta con dos consultorios médicos de atención primaria situados uno en la calle Regino Martínez s/n de Santa Cruz del Comercio, y el otro en Valenzuela, dependientes ambos del distrito sanitario Metropolitano de Granada. El servicio de urgencias está en el centro de salud de Alhama de Granada y el área hospitalaria de referencia es el Hospital Universitario San Cecilio (el PTS), situado en Granada capital.

### Educación
El único centro educativo que hay en el municipio es:
| Denominación genérica                    | Nombre del centro       | Naturaleza |
| ---------------------------------------- | ----------------------- | ---------- |
| Colegio de educación infantil y primaria | CEIP Juan Ramón Jiménez | Público    |